# Доњи Ступник
Доњи Ступник је насељено место у саставу општине Ступник у Загребачкој жупанији, Хрватска. До територијалне реорганизације у Хрватској налазио се у саставу ужег подручја Града Загреба.

## Становништво
На попису становништва 2011. године, Доњи Ступник је имао 1.375 становника.

## Попис1991.
На попису становништва 1991. године, насељено место Доњи Ступник је имало 948 становника, следећег националног састава:
| Попис 1991.‍  | Попис 1991.‍  | Попис 1991.‍ | Попис 1991.‍ | Попис 1991.‍ |
| ------------ | ------------ | ----------- | ----------- | ----------- |
|              |              |             |             |             |
| Хрвати       | Хрвати       |             | 897         | 94,62%      |
| Срби         | Срби         |             | 21          | 2,21%       |
| Муслимани    | Муслимани    |             | 4           | 0,42%       |
| Украјинци    | Украјинци    |             | 4           | 0,42%       |
| Црногорци    | Црногорци    |             | 3           | 0,31%       |
| Словенци     | Словенци     |             | 1           | 0,10%       |
| неопредељени | неопредељени |             | 4           | 0,42%       |
| непознато    | непознато    |             | 14          | 1,47%       |
| укупно: 948  |              |             |             |             |